# Monte Bosavi
El monte Bosavi es una montaña en la provincia de Tierras Altas del Sur, Papúa Nueva Guinea. Se trata del cono colapsado de un volcán extinto en la Gran Meseta de Papúa, parte de la cuenca del río Kikori. El cráter tiene aproximadamente 4 km de ancho y 1 km de profundidad; es el hogar de varias especies endémicas.
Parte de la montaña está incluida en el Área de Gestión de la Vida Silvestre de Sulamesi, establecida en 2006. Forma parte del Patrimonio de la Humanidad propuesto como Sitio de la UNESCO de la Cuenca del Río Kikori/Gran Meseta de Papúa.
Los habitantes que viven al norte de la montaña se autodenominan "Bosavi kalu" (pueblo de Bosavi) y se dividen en cuatro grupos culturalmente idénticos pero lingüísticamente marcados: los Kaluli, los Ologo, los Walulu y los Wisesi. En conjunto, se los suele denominar Bosavi kalu ("hombres de Bosavi").

## Fauna y flora
Una expedición de 2009 de un equipo internacional de científicos y un equipo de televisión de la Unidad de historia natural de la BBC que filmaba La tierra perdida del volcán, un documental de la BBC sobre la vida salvaje, descubrió más de 40 especies no descritas anteriormente, incluidas 16 ranas, al menos 3 peces, varios insectos y arañas, un murciélago y una rata gigante, que mide 82 cm de largo y pesa aproximadamente 1,5 kg.
El monte Bosavi es también la localidad tipo de Pseudohydromys pumehanae, una especie descrita recientemente de ratón de musgo.